# Temporada 2016 de Fórmula V8 3.5 Series
La temporada 2016 de Fórmula V8 3.5 Series fue la 12.ª temporada de la categoría desde el nacimiento de la Fórmula Renault 3.5 Series en 2005 y la primera bajo este nombre. El francés Tom Dillmann ganó el campeonato de pilotos y Arden Motorsport el de escuderías.

## Escuderías y pilotos
Escuderías y pilotos que participaron en al menos una carrera. Todos ellos condujeron unidades Dallara T12-Zytek ZRS03.
| Escudería             | N.º | Piloto             | Estado | Rondas      |
| --------------------- | --- | ------------------ | ------ | ----------- |
| Fortec Motorsports    | 1   | Louis Delétraz     | N      | Todas       |
| Fortec Motorsports    | 2   | Pietro Fittipaldi  | N      | Todas       |
| Lotus                 | 3   | René Binder        |        | Todas       |
| Lotus                 | 4   | Roy Nissany        |        | Todas       |
| Arden Motorsport      | 7   | Egor Orudzhev      |        | Todas       |
| Arden Motorsport      | 8   | Aurélien Panis     |        | Todas       |
| AVF                   | 15  | Alfonso Celis Jr.  |        | Todas       |
| AVF                   | 16  | Tom Dillmann       |        | Todas       |
| Comtec Racing         | 17  | Thomas Randle      | N      | 8–9         |
| Durango Racing Team   | 20  | Giuseppe Cipriani  | N      | Todas       |
| RP Motorsport         | 21  | Johnny Cecotto Jr. |        | 1–3         |
| RP Motorsport         | 21  | Artur Janosz       | N      | 4           |
| RP Motorsport         | 21  | Marco Bonanomi     |        | 6           |
| RP Motorsport         | 21  | William Buller     |        | 7           |
| RP Motorsport         | 21  | Jack Aitken        | N      | 8–9         |
| RP Motorsport         | 22  | Vitor Baptista     | N      | Todas       |
| SMP Racing            | 23  | Matthieu Vaxivière |        | Todas       |
| SMP Racing            | 24  | Matevos Isaakyan   | N      | 1–4, 6, 8–9 |
| Teo Martín Motorsport | 25  | Yu Kanamaru        |        | Todas       |
| Teo Martín Motorsport | 26  | Beitske Visser     |        | Todas       |

| Icono | Leyenda |
| ----- | ------- |
| N     | Novato  |

## Calendario
El calendario fue anunciado en octubre de 2015, aunque originalmente las rondas de fin de año de Jerez y Barcelona estaban en orden inverso. Esto se cambió luego por asuntos logísticos.
| Ronda | Ronda | Circuito                                  | Fecha            | Categoría principal                                  |
| ----- | ----- | ----------------------------------------- | ---------------- | ---------------------------------------------------- |
| 1     | C1    | MotorLand Aragón, Alcañiz                 | 16 de abril      | Eurocopa de Fórmula Renault 2.0 Renault Sport Trophy |
| 1     | C2    | MotorLand Aragón, Alcañiz                 | 17 de abril      | Eurocopa de Fórmula Renault 2.0 Renault Sport Trophy |
| 2     | C1    | Hungaroring, Mogyoród                     | 23 de abril      | Campeonato Mundial de Turismos                       |
| 2     | C2    | Hungaroring, Mogyoród                     | 24 de abril      | Campeonato Mundial de Turismos                       |
| 3     | C1    | Circuito de Spa-Francorchamps, Spa        | 21 de mayo       | International GT Open                                |
| 3     | C2    | Circuito de Spa-Francorchamps, Spa        | 22 de mayo       | International GT Open                                |
| 4     | C1    | Circuito Paul Ricard, Le Castellet        | 25 de junio      | Blancpain GT Series Endurance Cup                    |
| 4     | C2    | Circuito Paul Ricard, Le Castellet        | 26 de junio      | Blancpain GT Series Endurance Cup                    |
| 5     | C1    | Circuito de Silverstone, Silverstone      | 23 de julio      | International GT Open                                |
| 5     | C2    | Circuito de Silverstone, Silverstone      | 24 de julio      | International GT Open                                |
| 6     | C1    | Red Bull Ring, Spielberg                  | 10 de septiembre | International GT Open                                |
| 6     | C2    | Red Bull Ring, Spielberg                  | 11 de septiembre | International GT Open                                |
| 7     | C1    | Autodromo Nazionale di Monza, Monza       | 1 de octubre     | International GT Open                                |
| 7     | C2    | Autodromo Nazionale di Monza, Monza       | 2 de octubre     | International GT Open                                |
| 8     | C1    | Circuito de Jerez, Jerez de la Frontera   | 29 de octubre    | Eurofórmula Open                                     |
| 8     | C2    | Circuito de Jerez, Jerez de la Frontera   | 30 de octubre    | Eurofórmula Open                                     |
| 9     | C1    | Circuito de Barcelona-Cataluña, Barcelona | 5 de noviembre   | International GT Open                                |
| 9     | C2    | Circuito de Barcelona-Cataluña, Barcelona | 6 de noviembre   | International GT Open                                |

## Resultados
| Ronda   | Ronda | Ronda                          | Pole position      | Vuelta rápida      | Piloto ganador     | Escudería ganadora | Rookie ganador    |
| ------- | ----- | ------------------------------ | ------------------ | ------------------ | ------------------ | ------------------ | ----------------- |
| 1       | C1    | MotorLand Aragón               | Egor Orudzhev      | Louis Delétraz     | Louis Delétraz     | Fortec Motorsports | Louis Delétraz    |
| 1       | C2    | MotorLand Aragón               | Tom Dillmann       | Louis Delétraz     | Aurélien Panis     | Arden Motorsport   | Louis Delétraz    |
| 2       | C1    | Hungaroring                    | Tom Dillmann       | Tom Dillmann       | Johnny Cecotto Jr. | RP Motorsport      | Louis Delétraz    |
| 2       | C2    | Hungaroring                    | Tom Dillmann       | Roy Nissany        | Tom Dillmann       | AVF                | Louis Delétraz    |
| 3       | C1    | Circuito de Spa-Francorchamps  | Aurélien Panis     | Egor Orudzhev      | Egor Orudzhev      | Arden Motorsport   | Louis Delétraz    |
| 3       | C2    | Circuito de Spa-Francorchamps  | Tom Dillmann       | Tom Dillmann       | Matthieu Vaxivière | SMP Racing         | Vitor Baptista    |
| 4       | C1    | Circuito Paul Ricard           | Matthieu Vaxivière | Egor Orudzhev      | Egor Orudzhev      | Arden Motorsport   | Louis Delétraz    |
| 4       | C2    | Circuito Paul Ricard           | Roy Nissany        | Louis Delétraz     | Louis Delétraz     | Fortec Motorsports | Louis Delétraz    |
| 5       | C1    | Circuito de Silverstone        | Matthieu Vaxivière | Roy Nissany        | Roy Nissany        | Lotus              | Pietro Fittipaldi |
| 5       | C2    | Circuito de Silverstone        | Matthieu Vaxivière | Roy Nissany        | Roy Nissany        | Lotus              | Louis Delétraz    |
| 6       | C1    | Red Bull Ring                  | Louis Delétraz     | Matthieu Vaxivière | Matthieu Vaxivière | SMP Racing         | Louis Delétraz    |
| 6       | C2    | Red Bull Ring                  | Matevos Isaakyan   | Matthieu Vaxivière | Aurélien Panis     | Arden Motorsport   | Matevos Isaakyan  |
| 7       | C1    | Autodromo Nazionale di Monza   | Roy Nissany        | Roy Nissany        | Roy Nissany        | Lotus              | Louis Delétraz    |
| 7       | C2    | Autodromo Nazionale di Monza   | Roy Nissany        | Roy Nissany        | Egor Orudzhev      | Arden Motorsport   | Louis Delétraz    |
| 8       | C1    | Circuito de Jerez              | Jack Aitken        | Matthieu Vaxivière | Matevos Isaakyan   | SMP Racing         | Matevos Isaakyan  |
| 8       | C2    | Circuito de Jerez              | Louis Delétraz     | Louis Delétraz     | Egor Orudzhev      | Arden Motorsport   | Louis Delétraz    |
| 9       | C1    | Circuito de Barcelona-Cataluña | Tom Dillmann       | Louis Delétraz     | Egor Orudzhev      | Arden Motorsport   | Louis Delétraz    |
| 9       | C2    | Circuito de Barcelona-Cataluña | Louis Delétraz     | Egor Orudzhev      | Tom Dillmann       | AVF                | Pietro Fittipaldi |
| Fuente: |       |                                |                    |                    |                    |                    |                   |

## Clasificaciones

### Puntuaciones
| Position | 1.º | 2.º | 3.º | 4.º | 5.º | 6.º | 7.º | 8.º | 9.º | 10.º |
| Points   | 25  | 18  | 15  | 12  | 10  | 8   | 6   | 4   | 2   | 1    |

### Campeonato de Pilotos
| Pos.    | Piloto             | ALC | ALC | HUN | HUN | SPA | SPA | LEC | LEC | SIL | SIL | RBR | RBR | MNZ | MNZ | JER | JER | CAT | CAT | Puntos |
| ------- | ------------------ | --- | --- | --- | --- | --- | --- | --- | --- | --- | --- | --- | --- | --- | --- | --- | --- | --- | --- | ------ |
| 1       | Tom Dillmann       | 3   | 2   | 2   | 1   | 2   | 2   | 4   | 6   | 4   | 4   | 3   | 2   | 12  | 8   | Ret | 8   | 3   | 1   | 237    |
| 2       | Louis Delétraz     | 1   | 5   | 3   | 4   | 3   | Ret | 6   | 1   | 10  | 6   | 2   | 4   | 2   | 3   | 12  | 2   | 2   | 4   | 230    |
| 3       | Egor Orudzhev      | Ret | 14† | Ret | 9   | 1   | Ret | 1   | 3   | Ret | 3   | Ret | 5   | 7   | 1   | 2   | 1   | 1   | 7   | 193    |
| 4       | Roy Nissany        | 7   | 7   | 6   | 2   | Ret | Ret | 2   | 2   | 1   | 1   | 6   | 13  | 1   | 6   | 8   | 14  | 9   | 2   | 189    |
| 5       | Aurélien Panis     | 5   | 1   | 4   | 3   | 8   | 5   | 8   | 4   | 5   | 5   | 5   | 1   | 4   | Ret | 4   | Ret | 4   | 12  | 183    |
| 6       | Matthieu Vaxivière | 2   | Ret | 5   | 5   | Ret | 1   | 5   | Ret | 2   | 7   | 1   | 6   | 3   | Ret | 3   | 3   | Ret | Ret | 175    |
| 7       | René Binder        | 4   | 3   | 11  | 7   | 5   | 6   | 3   | 5   | 3   | 2   | Ret | 12  | 5   | 2   | 5   | 7   | Ret | 6   | 161    |
| 8       | Yu Kanamaru        | Ret | 4   | 9   | 10  | 4   | 7   | 7   | 11  | 7   | 9   | 7   | Ret | 6   | 5   | 6   | 10  | 8   | 10  | 85     |
| 9       | Matevos Isaakyan   | 12  | 10  | Ret | Ret | DNS | Ret | 10  | 12  |     |     | 12  | 3   |     |     | 1   | 6   | 5   | 5   | 70     |
| 10      | Pietro Fittipaldi  | 11  | 9   | 8   | 8   | 11† | 10† | Ret | 7   | 6   | Ret | 11  | 11  | 11  | 4   | 9   | 12  | 7   | 3   | 60     |
| 11      | Alfonso Celis Jr.  | 6   | 8   | Ret | Ret | 10  | 3   | 11  | 8   | Ret | 11  | 4   | 7   | 9   | 10  | Ret | 9   | Ret | 13  | 55     |
| 12      | Vitor Baptista     | 8   | 11  | 10  | Ret | 6   | 4   | Ret | Ret | 8   | 8   | 10  | 8   | 8   | Ret | 10  | 11  | 6   | Ret | 51     |
| 13      | Beitske Visser     | 10  | 12  | 7   | DNS | 7   | 9†  | 9   | 10  | 9   | 10  | 8   | 9   | 14  | 9   | 7   | 5   | 10  | 8   | 50     |
| 14      | Johnny Cecotto Jr. | 9   | 6   | 1   | 6   | 12† | Ret |     |     |     |     |     |     |     |     |     |     |     |     | 43     |
| 15      | Jack Aitken        |     |     |     |     |     |     |     |     |     |     |     |     |     |     | DSQ | 4   | 11  | 9   | 14     |
| 16      | William Buller     |     |     |     |     |     |     |     |     |     |     |     |     | 10  | 7   |     |     |     |     | 7      |
| 17      | Giuseppe Cipriani  | 13  | 13  | Ret | Ret | 9   | 8   | 13  | 13  | 11  | 12  | 13  | Ret | 13  | 11  | Ret | 15  | 12  | 14  | 6      |
| 18      | Marco Bonanomi     |     |     |     |     |     |     |     |     |     |     | 9   | 10  |     |     |     |     |     |     | 3      |
| 19      | Artur Janosz       |     |     |     |     |     |     | 12  | 9   |     |     |     |     |     |     |     |     |     |     | 2      |
| 20      | Thomas Randle      |     |     |     |     |     |     |     |     |     |     |     |     |     |     | Ret | 13  | Ret | 11  | 0      |
| Pos.    | Piloto             | ALC | ALC | HUN | HUN | SPA | SPA | LEC | LEC | SIL | SIL | RBR | RBR | MNZ | MNZ | JER | JER | CAT | CAT | Puntos |
| Fuente: |                    |     |     |     |     |     |     |     |     |     |     |     |     |     |     |     |     |     |     |        |

| Color     | Resultado                                                               |
| --------- | ----------------------------------------------------------------------- |
| Oro       | Ganador                                                                 |
| Plata     | 2.ª plaza                                                               |
| Bronce    | 3.ª plaza                                                               |
| Verde     | Finalizó en los puntos                                                  |
| Azul      | Finalizó sin puntos                                                     |
| Azul      | NC - No clasificado                                                     |
| Violeta   | Ret - No terminó (Carrera)                                              |
| Rojo      | DNQ - No se clasificó                                                   |
| Negro     | DSQ - Descalificado                                                     |
| Blanco    | DNS - No empezó (carrera)                                               |
| Blanco    | WD - Retirado (fin de semana)                                           |
| Blanco    | C - Carrera cancelada                                                   |
| Sin color | DNP - Inscrito pero no participó                                        |
| Sin color | INJ - Lesionado                                                         |
| Sin color | EX - Excluido                                                           |
| Estado    | Resultado                                                               |
| Negrita   | Pole position                                                           |
| Cursiva   | Vuelta rápida                                                           |
| †         | Abandona, pero clasifica al completar el porcentaje requerido para ello |

| Novato |

### Campeonato de Escuderías
| Pos.    | Escudería             | N.º | ALC | ALC | HUN | HUN | SPA | SPA | LEC | LEC | SIL | SIL | RBR | RBR | MNZ | MNZ | JER | JER | CAT | CAT | Puntos |
| ------- | --------------------- | --- | --- | --- | --- | --- | --- | --- | --- | --- | --- | --- | --- | --- | --- | --- | --- | --- | --- | --- | ------ |
| 1       | Arden Motorsport      | 7   | Ret | 14† | Ret | 9   | 1   | Ret | 1   | 3   | Ret | 3   | Ret | 5   | 7   | 1   | 2   | 1   | 1   | 7   | 380    |
| 1       | Arden Motorsport      | 8   | 5   | 1   | 4   | 3   | 8   | 5   | 8   | 4   | 5   | 5   | 5   | 1   | 4   | Ret | 4   | Ret | 4   | 12  | 380    |
| 2       | Lotus                 | 3   | 4   | 3   | 11  | 7   | 5   | 6   | 3   | 5   | 3   | 2   | 12  | Ret | 5   | 2   | 5   | 7   | Ret | 6   | 348    |
| 2       | Lotus                 | 4   | 7   | 7   | 6   | 2   | Ret | Ret | 2   | 2   | 1   | 1   | 6   | 13  | 1   | 6   | 8   | 14  | 9   | 2   | 348    |
| 3       | AVF                   | 15  | 6   | 8   | Ret | Ret | 9   | 3   | 11  | 8   | Ret | 11  | 4   | 7   | 9   | 10  | Ret | 9   | Ret | 13  | 292    |
| 3       | AVF                   | 16  | 3   | 2   | 2   | 1   | 2   | 2   | 4   | 6   | 4   | 4   | 3   | 2   | 12  | 8   | Ret | 8   | 3   | 1   | 292    |
| 4       | Fortec Motorsports    | 1   | 1   | 5   | 3   | 4   | 3   | Ret | 6   | 1   | 10  | 6   | 2   | 4   | 2   | 3   | 11  | 2   | 2   | 4   | 290    |
| 4       | Fortec Motorsports    | 2   | 11  | 9   | 8   | 8   | 11† | 10† | Ret | 7   | 6   | Ret | 11  | 11  | 11  | 4   | 9   | 12  | 7   | 3   | 290    |
| 5       | SMP Racing            | 23  | 2   | Ret | 5   | 5   | Ret | 1   | 5   | Ret | 2   | 7   | 1   | 6   | 3   | Ret | 3   | 3   | Ret | Ret | 245    |
| 5       | SMP Racing            | 24  | 12  | 10  | Ret | Ret | DNS | Ret | 10  | 12  |     |     | 12  | 3   |     |     | 1   | 6   | 5   | 5   | 245    |
| 6       | Teo Martín Motorsport | 25  | Ret | 4   | 9   | 10  | 4   | 7   | 7   | 11  | 7   | 9   | 7   | Ret | 6   | 5   | 6   | 10  | 8   | 10  | 135    |
| 6       | Teo Martín Motorsport | 26  | 10  | 12  | 7   | DNS | 7   | 9†  | 9   | 10  | 9   | 10  | 8   | 9   | 14  | 9   | 7   | 5   | 10  | 8   | 135    |
| 7       | RP Motorsport         | 21  | 9   | 6   | 1   | 6   | 12† | Ret | 12  | 9   |     |     | 9   | 10  | 10  | 7   | DSQ | 4   | 11  | 9   | 120    |
| 7       | RP Motorsport         | 22  | 8   | 11  | 10  | Ret | 6   | 4   | Ret | Ret | 8   | 8   | 10  | 8   | 8   | Ret | 10  | 11  | 6   | Ret | 120    |
| 8       | Durango Racing Team   | 20  | 13  | 13  | Ret | Ret | 9   | 8   | 13  | 13  | 11  | 12  | 13  | Ret | 13  | 11  | Ret | 15  | 12  | 14  | 6      |
| 9       | Comtec Racing         | 17  |     |     |     |     |     |     |     |     |     |     |     |     |     |     | Ret | 13  | Ret | 11  | 0      |
| Pos.    | Escudería             | N.º | ALC | ALC | HUN | HUN | SPA | SPA | LEC | LEC | SIL | SIL | RBR | RBR | MNZ | MNZ | JER | JER | CAT | CAT | Puntos |
| Fuente: |                       |     |     |     |     |     |     |     |     |     |     |     |     |     |     |     |     |     |     |     |        |